# Oberer Eimersee

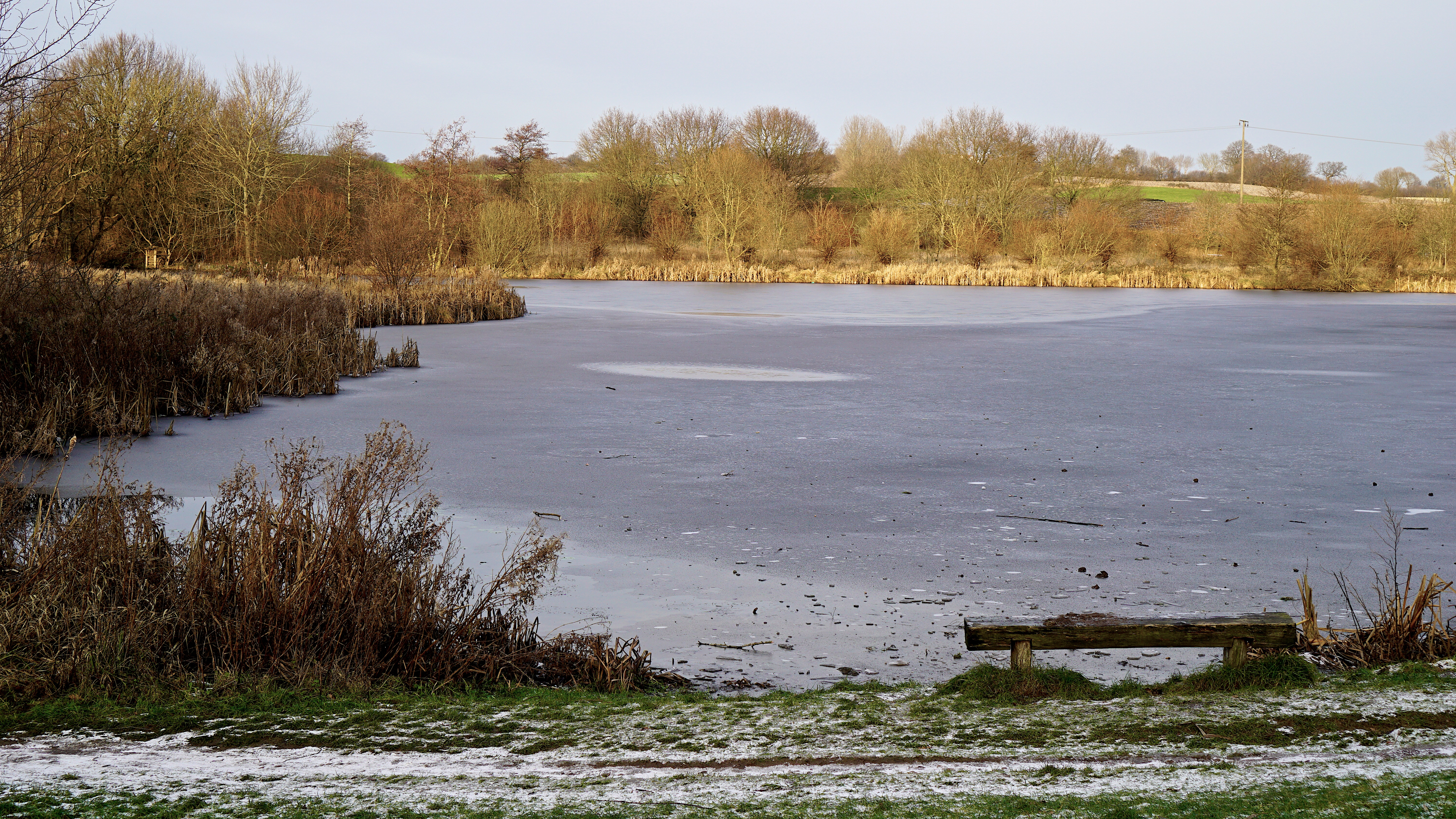
Der Eimersee im Dezember 2014

Oberer Eimersee, meist verkürzt nur Eimersee, ist der Name eines künstlich angelegten Weihers mit einer Fläche von ungefähr 1,5 Hektar im Stadtgebiet von Eckernförde in Schleswig-Holstein.

## Name
Seinen Namen verdankt der See seiner ungewöhnlichen Entstehungsgeschichte. Diese hat sich als erfolgreiches Beispiel für eine kostengünstige Renaturierung bis nach Japan, Südkorea und in die Vereinigten Staaten verbreitet. Der Eimersee ist das plakative Aushängeschild für die 1984 begonnene ökologische Ausrichtung des städtebaulichen Planungskonzeptes der Stadt Eckernförde.
See und Umgebung sind in erster Linie als attraktiver Lebensraum für Tiere und Pflanzen vorgesehen. Das Gebiet ist dadurch zu einem beliebten Ausflugsziel geworden. Der eigens angelegte Wanderweg kreuzt den Abfluss des Sees. Ein schlichter Steg und Trittsteine dienen zur Querung. An dieser Stelle haben Kinder, zum Beispiel Gruppen von Kindergärten, die Möglichkeit, in und mit dem fließenden Wasser zu spielen. Nebenher können sie die Natur beobachten und erleben. Bei ausreichender Eisdicke wird die Fläche des Eimersees zum Schlittschuhlaufen genutzt.

## Entstehung und Namensgebung
Durch die Renaturierung des Oberlaufes des Lachsenbaches wurde das ursprüngliche Bachbett für 56.000 DM wiederhergestellt. Am 6. Dezember 1990 erläuterte der Naturschutzbeauftragte der Stadt Eckernförde, Michael Packschies, den anwesenden Pressevertretern, wie die vom Lachsenbach durchflossene Senke Dramms Koppel zu einem Feuchtgebiet umgestaltet wird: Es werde lediglich ein Mörteleimer aus Kunststoff benötigt (Kostenpunkt: 5,90 DM), der das Abfließen des Wassers verhindert. Der Eimer wurde dann von Packschies in einem Kontrollschacht in der Senke verkeilt, der ursprüngliche Ablauf des verrohrten Bachlaufes war verschlossen und das Wasser begann sich zu stauen. Im Januar 1991 erreichte der Wasserspiegel seinen Höchststand, das Wasser floss über einen natürlichen Überlauf ab. Die Wassertiefe des Eimersees beträgt bis zu 1,5 Meter.
Der Namenszusatz „Oberer“ wurde gewählt, weil die Methode zur Wasseraufstauung zuvor unterhalb des späteren Eimersees in kleinerem Rahmen auf Tauglichkeit geprüft worden war. Dabei entstand eine kleine und sehr flache Wasserfläche, die eher als Sumpf einzustufen ist.

## Tiere und Pflanzen

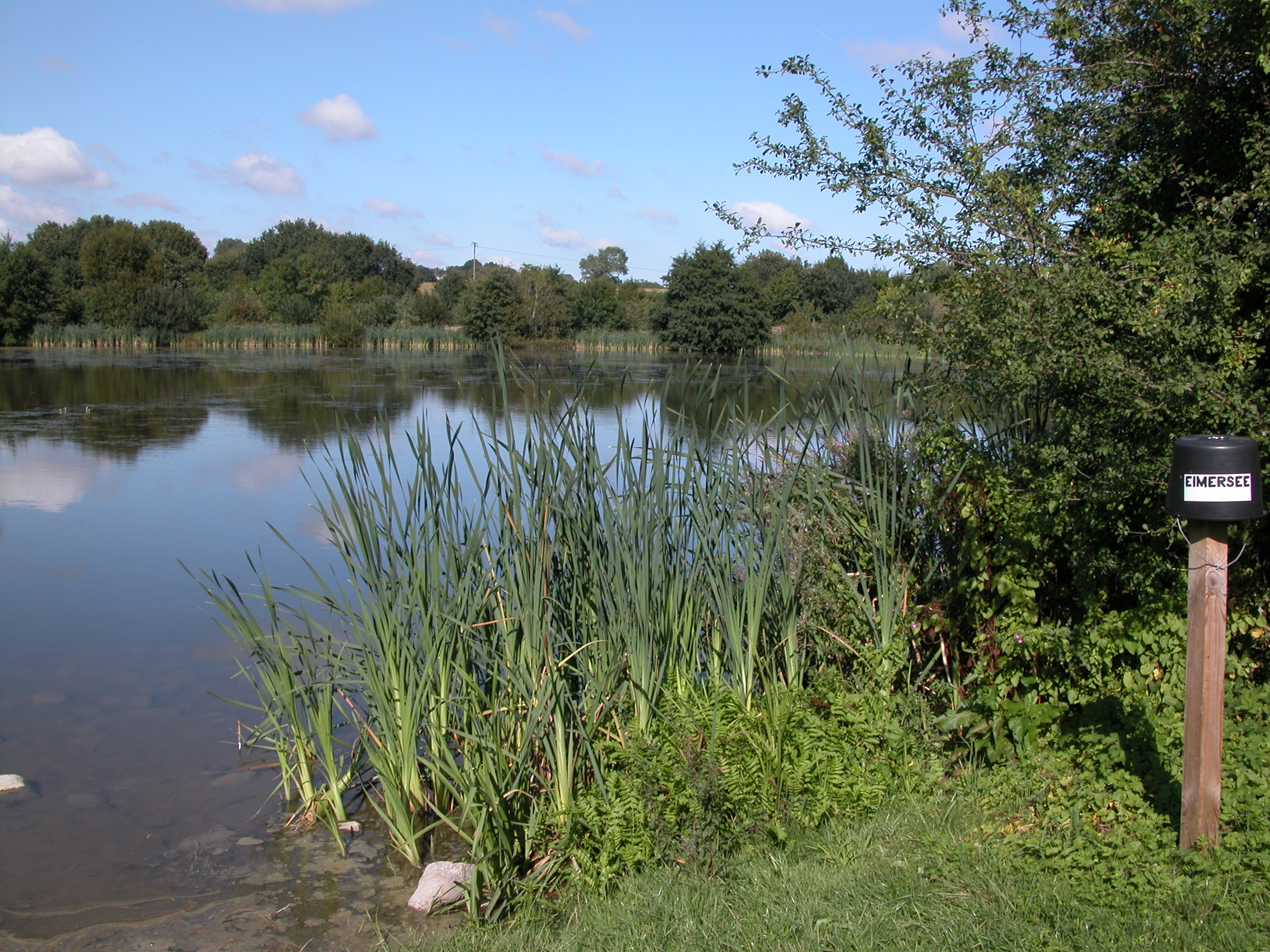
Eimersee (2018)

Der Obere Eimersee wurde schnell von Stockenten, Trauerenten, Blässhühnern und Teichrallen als Lebensraum angenommen. Zwergtaucher, Rothalstaucher und Bekassinen sind anzutreffen. Höckerschwäne und Graureiher sind regelmäßige Besucher. Auch Eisvögel wurden beobachtet. Als einzige Fischart konnten bislang nur Moderlieschen bestimmt werden. Auch die Sumpfschrecke, eine Indikatorart für intakte Feuchtgebiete, lebt dort. Am Eimersee sind Erdkröten und Grasfrösche sowie Moorfrösche und Teichmolche zu beobachten.
Im Uferbereich sind der Breitblättrige Rohrkolben, der Ästige Igelkolben und das Zottige Weidenröschen zu finden. Im Wasser ist das Ährige Tausendblatt verbreitet. Auch das Weiße Straußgras und der Kriechende Hahnenfuß sind vertreten. An den ehemaligen Entwässerungsgräben wurden Berlen, Sumpfdotterblumen, Moor-Labkraut und Schild-Ehrenpreis gefunden. Einige der gefundenen Pflanzenarten stehen auf der Roten Liste der gefährdeten Pflanzen Schleswig-Holsteins.